# 林春爱
林春爱（韓語：임춘애，1969年7月1日—），韩国女子中长跑运动员。她曾在韩国汉城举行的1986年亚洲运动会中获得女子800米、1500米和3000米三个项目的金牌。林春爱也是1988年夏季奥林匹克运动会倒数第二棒火炬手。